# Rachel Cuschieri
Rachel Cuschieri és una centrecampista de futbol internacional per Malta. Ha jugat la Lliga de Campions amb el Birkirkara FC i el Apollon Limassol, i al fitxar pel Apollon es va convertir a la primera futbolista maltesa en jugar a un equip professional.

## Trajectòria
| Temporades    | Club             | Selecció (fases finals) | Títols             |
| ------------- | ---------------- | ----------------------- | ------------------ |
| 10/11 - 13/14 | Birkirkara FC    |                         | 2 Lligues, 3 Copes |
| 14/15 - act.  | Apollon Limassol |                         | 2 Lligues, 2 Copes |